# حرکت چشم در زمان خواندن
حرکت چشم در زمان خواندن (به انگلیسی: Eye movement in reading) شامل پردازش بصری متن است که توسط چشم‌پزشک فرانسوی لوئی امیل جاوال در اواخر قرن نوزدهم توضیح داده شد. او گزارش داد که چشم‌ها به‌طور پیوسته در طول یک خط متن حرکت نمی‌کنند، بلکه حرکت‌های کوتاه و سریع (حرکت جهشی چشم) را با توقف‌های کوتاه (تثبیت) در هم می‌آمیزند. مشاهدات جاوال در غیاب فناوری و بدون چشم مسلح و تنها با تکیه بر مشاهده حرکت‌های چشم انجام می‌شدند. از اواخر قرن نوزدهم تا اواسط قرن بیستم، محققان برای کمک به مشاهداتشان در سنجش مهارت و رفتار انسان برای هدف‌های آموزشی از فناوری‌های اولیه ردیابی استفاده کردند. بنیادی‌ترین دانش ما در مورد حرکت چشم در این دوره به دست آمده‌است. از اواسط قرن بیستم، سه تغییر عمده در این زمینه به وقوع پیوسته: توسعه تجهیزات غیرتهاجمی ردیابی حرکت چشم، معرفی فناوری کامپیوتری برای ضبط و پردازش حجم عظیمی از داده‌هایی که این تجهیزات از حرکت چشم جمع‌آوری می‌کنند، و ظهور روان‌شناسی شناختی که یک چارچوب نظری و روش شناختی در بررسی فرآیندهای خواندن است. سرنو و راینر (۲۰۰۳) معتقد بودند که بهترین رویکرد فعلی برای کشف علائم فوری تشخیص کلمه از طریق ضبط حرکت‌های چشم و پتانسیل وابسته‌به‌رخداد است.

## تاریخچه
تا نیمه دوم قرن نوزدهم، محققان از سه روش برای بررسی حرکت چشم استفاده می‌کردند. روش اول که مشاهده بدون کمک می‌باشد تنها مقادیر کمی داده به دست می‌دهد که امروزه با استانداردهای علمی غیرقابل اطمینان تلقی می‌شوند. این عدم اطمینان ناشی از این واقعیت است که حرکت چشم به‌طور مکرر، سریع و در زوایای کوچک اتفاق می‌افتد، به حدی که بدون کمک فن آوری درک و ثبت اطلاعات به‌طور کامل و دقیق برای پژوهشگر غیرممکن است. روش دیگر که روش خویشتن‌آگاهی بود اکنون از نظر علمی وضعیت مشکوکی دارد. علی‌رغم این، ظاهراً قدری دانش از درون‌نگری و مشاهده با چشم غیر مسلح به دست آمده‌است. به عنوان مثال گزارش شده‌است که ابن هیثم، یک پزشک در مصر قرن یازدهم، از خواندن بر اساس یک سری حرکت‌های سریع نوشته‌است و متوجه شده‌است که خوانندگان از دید محیطی و همچنین دید مرکزی استفاده می‌کنند.

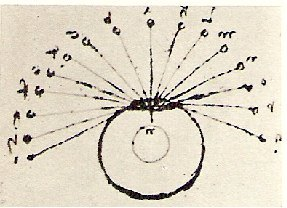
لئوناردو داوینچی: چشم دارای یک خط مرکزی است و هر چیزی که از طریق این خط مرکزی به چشم می‌رسد به‌طور مشخص دیده می‌شود.

لئوناردو داوینچی (۱۴۵۲–۱۵۱۹) شاید اولین کسی در اروپا بوده که ویژگی‌های خاص نوری چشم را تشخیص داده‌است. او دانش خود را تا حدودی از طریق درون‌نگری و به‌طور عمده از طریق فرآیندی به دست آورد که می‌توان آن را مدل‌سازی نوری توصیف کرد. او بر اساس کالبد شکافی چشم انسان آزمایشاتی را با گلوله‌های کریستالی پر از آب ترتیب داد. او نوشت: «عملکرد چشم انسان، … توسط تعداد زیادی از نویسندگان به یک روشی خاص توصیف می‌شد. اما من آن را کاملاً متفاوت یافتم."
یافته‌های تجربی اصلی او این بود که فقط در «خط دید»، محور نوری که به گوده ختم می‌شود، دید مشخص و واضحی وجود دارد. با اینکه وی این عبارت‌ها را به معنای واقعی کلمه به کار نمی‌برد، او در واقع پدر تمایز مدرن بین دید مرکزی (جایی که مشاهده گر روی شی مورد نظر تثبیت می‌کند) و دید محیطی است. با این حال، لئوناردو نمی‌دانست که شبکیه لایه حساس به نور است و هنوز اعتقاد داشت که عدسی اندام بینایی می‌باشد.
به نظر می‌رسد تا اوایل قرن نوزدهم هیچ سابقه ای از تحقیقات در مورد حرکت چشم وجود نداشته باشد. در ابتدا، دغدغه اصلی توصیف چشم به عنوان یک جسم متحرک فیزیولوژیکی و مکانیکی بود، در حالی که که جدی‌ترین تلاش کتاب راهنمای اپتیک فیزیولوژیکی کار عمده هرمان فون هلمهولتز (۱۸۶۶) بود. رویکرد فیزیولوژیکی به تدریج جای خود را به جنبه‌های روان‌شناختی ورودی بصری و به حرکت چشم به عنوان یک جزء کاربردی از وظیفه بینایی داد.
دهه‌های بعدی شاهد تلاش‌های دقیق‌تری برای تفسیر حرکت چشم بود؛ از جمله این ادعا که خواندن متن معنادار به تثبیت‌های کمتری نسبت به رشته‌های تصادفی حروف نیاز دارد. در سال ۱۸۷۹، جاوال با استفاده از یک آینه در یک طرف صفحه برای مشاهده حرکت‌های چشم در حین خواندن بی‌صدا پی برد که حرکت‌های چشم شامل یک سلسله حرکت‌های جداگانه و ناپیوسته است. وی اصطلاح «حرکت جهشی چشم» را برای آن ابداع کرد. اردمان و داج، در سال ۱۸۹۸، به کمک یک آینه دستی میانگین مدت تثبیت و طول حرکت جهشی چشم را با دقت شگفت‌آوری تخمین زدند.

### فن آوری ردیابی اولیه
دستگاه ردیابی چشم ابزاری برای کمک به اندازه‌گیری حرکات چشم و سر است. اولین دستگاه‌ها برای ردیابی حرکت چشم دو نوع اصلی داشتند: دستگاه‌هایی که از ارتباط مکانیکی بین شرکت‌کننده و ابزار ضبط کننده استفاده می‌کردند، و دستگاه‌هایی که از هدایت و ثبت بازتاب نور یا شکل دیگری از انرژی الکترومغناطیسی به چشمان شرکت‌کننده بهره می‌بردند. در سال ۱۸۸۳ لامر اولین کسی بود که از یک اتصال مکانیکی استفاده کرد. وی یک سوزن کند را بر روی پلک بالایی شرکت کننده قرار داد و از طریق یک غشای تقویتی و یک لوله لاستیکی صدای تولید شده با هر حرکت جهشی چشم را به گوش پژوهشگر منتقل کرد. حرکت‌های جهشی چشم به صورت شنیداری راحت‌تر از دیداری قابل درک و ثبت هستند. در سال ۱۸۸۹، ادموند ب. دلابار به وسیله یک استایلوس که به صورت مکانیکی و به‌طور مستقیم به قرنیه چشم متصل می‌شد سیستمی اختراع کرد که حرکت چشم را به‌طور مستقیم بر روی یک درام چرخان ثبت می‌کرد. دستگاه‌هایی مثل بادکنک لاستیکی و کلاهک چشم که از طریق تماس فیزیکی با سطح چشم کار می‌کردند از اواخر قرن نوزدهم تا اواخر دهه ۱۹۲۰ ساخته و مورد استفاده قرار گرفتند.
سیستم‌های مکانیکی سه عیب اساسی داشتند: دقت نامعلوم به دلیل لغزیدن اتصالات فیزیکی، اذیت چشمگیر شرکت کنندگان به دلیل اتصال مکانیکی مستقیم (در نتیجه مشکل زیاد در ترغیب افراد به مشارکت)، و مسائل مربوط به اعتبار بوم شناختی به این دلیل که تجربه شرکت کنندگان در آزمایش‌ها به‌طور قابل توجهی با تجربه خواندن عادی متفاوت بود. با وجود این موانع، دستگاه‌های مکانیکی در تحقیقات حرکت چشم تا قرن بیستم مورد استفاده قرار می‌گرفتند.
طولی نکشید که تلاش‌هایی برای غلبه بر این مشکلات صورت گرفت. یک راه حل استفاده از انرژی الکترومغناطیسی به جای اتصال مکانیکی بود. در «تکنیک داج» (به انگلیسی: Dodge technique)، یک پرتو نور که به سمت قرنیه هدایت می‌شد توسط سیستمی از لنزها متمرکز می‌شد و سپس روی صفحه عکاسی متحرک ثبت می‌شد. اردمان و داج با استفاده از این تکنیک ادعا کردند که درک و آگاهی در حین حرکت جهشی چشم کم بوده یا اصلاً وجود ندارد. این یافته بعداً توسط اوتال و اسمیت با استفاده از تجهیزات پیچیده‌تر تأیید شد. طولی نکشید که صفحه عکاسی در تکنیک داج با یک دوربین فیلم جایگزین شد، اما به دلیل دشواری در تنظیم و تراز قطعات تجهیزات در حین آزمایش و همچنین عدم تصحیح دقیق انحراف ناشی از کیفیت انکسار لنزهای عکاسی همچنان با مشکلات دقت مواجه بود. علاوه بر این، معمولاً لازم بود تا سر شرکت کننده با استفاده از یک میله یا گیره ثابت نگه داشته شود.
در سال ۱۹۲۲، اسکات پیشگام پیشرفت دیگری به نام الکترواکولوگرافی برای ثبت پتانسیل الکتریکی بین قرنیه و شبکیه بود. در حال حاضر الکترودها ممکن است قبل از قرار گرفتن بر روی پوست با خمیر تماسی مخصوص پوشانده شوند و نیازی به ایجاد برش در پوست بیمار نمی‌باشد. بهبود قابل توجهی که الکترواکولوگرافی در دقت و قابلیت اطمینان ایجاد کرد استفاده مداوم از آن برای چندین دهه توسط محققان را توجیه می‌کند.

## ردیابی چشم مدرن
پردازش زبان، توجه، بینایی و کنترل عصب حرکتی چشم چهار سیستم اصلی شناختی هستند که نقشی در حرکت چشم در حین خواندن دارند. ردیاب‌های چشمی نور مادون قرمز نزدیک را به داخل کره چشم می‌تابانند و با ردیابی انعکاس آن بر روی چشم محل تثبیت را تشخیص می‌دهند. با این تکنیک محل تثبیت بر روی صفحه نمایش به‌طور دقیق معین می‌شود. وانگ (۲۰۱۱) می‌گوید که با استفاده از یک ردیاب چشم مبتنی بر ویدئو که از دوربین‌های ویدئویی برای ثبت گشاد شدن مردمک و حرکت چشم بهره می‌برد می‌توان ارتباط تثبیت‌ها، حرکات جهشی چشم و پاسخ‌های انبساطی مردمک را با اطلاعات روی صفحه نمایش و انتخاب‌های رفتاری بررسی کرد. به گفته وانگ (۲۰۱۱:۱۸۵)، "درک رابطه بین این موارد می‌تواند به ما کمک کند تا تاثیر اینکه افراد چه اطلاعاتی به دست می‌آورند، توجه آنها به کجا متمرکز شده‌است، در چه وضعیت عاطفی قرار دارند، و حتی به چه فعالیت مغزی مشغول هستند را بر روی رفتار انسان در اقتصاد درک کنیم. دلیل این امر این است که تثبیت‌ها و حرکت‌های جهشی چشم (همسان با اطلاعات نمایش داده شده روی صفحه) نشان می‌دهند که افراد چگونه اطلاعات را به دست می‌آورند (چه چیزهایی را می‌بینند)، مدت زمان تثبیت نشان‌دهنده توجه، و پاسخ‌های انبساطی مردمک نشان‌دهنده احساسات، برانگیختگی، استرس، درد یا بار شناختی است. "

## حرکات جهشی چشم

حرکت افقی چشم در خواندن. حرکت از چپ به راست ممکن است به عنوان «به سمت بالا» دیده شود، و حرکت جهشی چشم از راست به چپ صاف هستند.

خوانندگان ماهر به‌طور متوسط در هر ربع ثانیه چشم‌های خود را در حین مطالعه حرکت می‌دهند. در طول زمان تثبیت اطلاعات جدید به سیستم پردازش وارد می‌شود. هرچند به‌طور میانگین این مدت بین ۲۰۰ تا ۲۵۰ میلی ثانیه است دامنه آن بین ۱۰۰ میلی ثانیه تا بیش از ۵۰۰ میلی ثانیه متغیر می‌باشد. فاصله ای که چشم در هر حرکت جهشی طی می‌کند بین ۱ تا ۲۰ کاراکتر و به‌طور میانگین ۷ تا ۹ کاراکتر است. هر حرکت جهشی بین ۲۰ تا ۴۰ میلی ثانیه طول می‌کشد و در این مدت بینایی بازمانده و هیچ اطلاعات جدیدی کسب نمی‌شود. تنوع قابل ملاحظه ای در تثبیت‌ها (نقطه‌ای که یک جهش چشمی به آن ختم می‌شود) و جهش‌های چشمی بین خوانندگان وجود دارد. این تنوع حتی برای شخصی که یک قطعه مشخص متن را می‌خواند هم دیده می‌شود. خوانندگان ماهر حدود ۱۵ درصد زمان را صرف بازگشت به عقب و بازخوانی مطالب قبلی می‌کنند. تفاوت اساسی بین خوانندگان سریع تر و کندتر در این است که کندترها همواره میانگین زمان تثبیت طولانی‌تر، حرکت‌های جهشی کوتاه‌تر و بازگشت‌های بیشتری دارند. این حقایق بنیادی در مورد حرکت چشم تقریباً برای یکصد سال است که شناخته شده می‌باشند، اما محققان اخیراً به رفتار حرکتی چشم به عنوان بازتابی از پردازش شناختی در حین خواندن می‌نگرند.

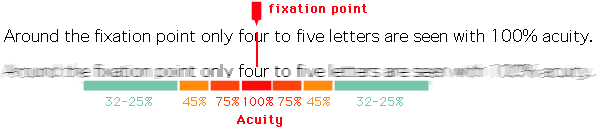
نموداری که حدت دید فووئال را در خواندن نشان می‌دهد

خط پایین متن حدت بینایی را با درصدهای حدت نسبی نمایش می‌دهد. با فاصله گرفتن از نقطه تثبیت دشواری تشخیص متن افزایش می‌یابد.

## خوانش‌پریشی
افراد مبتلا به خوانش‌پریشی به‌طور کلی سرعت خواندن پایینی دارند که می‌تواند توسط عوامل مختلفی ایجاد شود. بسته به اینکه این اختلال بر کدام نظریه بیولوژیکی خوانش‌پریشی مبتنی است، درمان‌های زیادی برای مقابله با آن وجود دارد. یکی از این ایده‌ها مبتنی بر کمبود نورون‌های ماگنوسلولار است که ناهماهنگی مسیرهای ماگنوسلولار باعث پرش یا بازخوانی خطوط می‌شوند.

### مدل‌های کامپیوتری حرکت چشم در حین خواندن
تئوری رقابت-تعامل و سریف (به انگلیسی: SERIF) بر فرآیندهای حرکتی چشمی سطح پایینی در حین خواندن تأکید می‌کنند که چگونه طول کلمه ای که نگاه روی آن تثبیت شده و کلمه‌های همسایه آن بر دامنه و تأخیر حرکت جهشی چشم (یا مدت زمان تثبیت) تأثیر می‌گذارد. ریدر، اما، ای-زی ریدر و سوویفت بر فرآیندهای شناختی سطح بالاتری همچون پردازش لغوی، فرکانس کلمه، تجزیه کلمه یا قابلیت پیش‌بینی کلمه تأکید دارند.